# Winter-Universiade 1964/Ski Alpin
Bei der Winter-Universiade 1964 wurden acht Wettbewerbe im Ski Alpin ausgetragen.

## Bilanz

### Medaillenspiegel
| Platz  | Land           | Gold | Silber | Bronze | Gesamt |
| ------ | -------------- | ---- | ------ | ------ | ------ |
| 1      | BR Deutschland | 3    | 2      | 1      | 6      |
| 2      | Frankreich     | 2    | 1      | 2      | 5      |
| 3      | Österreich     | 1    | 2      | 1      | 4      |
| 4      | Schweiz        | 1    | 1      | 1      | 3      |
| 5      | Polen          | 1    | –      | 1      | 2      |
| 6      | Japan          | –    | 2      | –      | 2      |
| 7      | Rumänien       | –    | –      | 1      | 1      |
| 7      | Sowjetunion    | –    | –      | 1      | 1      |
| Gesamt | Gesamt         | 8    | 8      | 8      | 24     |

### Medaillengewinner
Männer
| Disziplin    | Gold               | Silber             | Bronze             |
| ------------ | ------------------ | ------------------ | ------------------ |
| Slalom       | Fritz Wagnerberger | Yoshiharu Fukuhara | Talli Monastyrjow  |
| Riesenslalom | Jerzy Wojna        | Tomii Ajime        | Fritz Wagnerberger |
| Abfahrt      | Fritz Wagnerberger | Günter Scheuerl    | Manfred Köstinger  |
| Kombination  | Fritz Wagnerberger | Günter Scheuerl    | Jerzy Wojna        |

Frauen
| Disziplin    | Gold             | Silber           | Bronze        |
| ------------ | ---------------- | ---------------- | ------------- |
| Slalom       | Annie Famose     | Pascale Judet    | Heidi Obrecht |
| Riesenslalom | Hiltrud Rohrbach | Heidi Obrecht    | Cécile Prince |
| Abfahrt      | Annie Famose     | Hiltrud Rohrbach | Pascale Judet |
| Kombination  | Heidi Obrecht    | Hiltrud Rohrbach | Ilona Miclos  |